# Дагнијер
Дагнијер (фр. Daguenière) насеље је и општина у западној Француској у региону Лоара, у департману Мен и Лоара која припада префектури Анже.
По подацима из 2011. године у општини је живело 1277 становника, а густина насељености је износила 107,13 становника/km². Општина се простире на површини од 11,92 km². Налази се на средњој надморској висини од 23 метара (максималној 21 m, а минималној 16 m).

## Демографија
| 1962. | 1968. | 1975. | 1982. | 1990. | 1999. | 2011. |
| ----- | ----- | ----- | ----- | ----- | ----- | ----- |
| 589   | 630   | 690   | 1.061 | 1.196 | 1.246 | 1.277 |

График промене броја становника у току последњих година